# Parafia św. Mikołaja Biskupa w Dzierzbicach
Parafia św. Mikołaja Biskupa w Dzierzbicach – rzymskokatolicka parafia należąca do dekanatu Krośniewice w diecezji łowickiej.
Erygowana na przełomie XIV i XV wieku.

## Zasięg parafii
Do parafii należą wierni z miejscowości: Aleksandrów, Budy-Gole, Chodów, Czerwonka, Długie, Dzierzbice, Jagiełłów, Kaleń Duża, Kaleń Mała, Koserz, Koserz Nowy, Niwki, Stanisławów, Studzień, Walewo, Wewierz, Władysławów i Zieleniec.